# Aynid
 (septembre 2014).
Aynid est une startup ivoirienne fondée en 2014 et spécialisée dans l’innovation technologique et le commerce en ligne. Elle propose un écosystème de services digitaux destiné à simplifier la recherche de produits, les paiements et la logistique en Côte d’Ivoire et en Afrique de l’Ouest.

## Historique
Aynid est née de l’initiative de Cedrick Baidai, Brice Waxaal et de l’équipe de la startup Fermentuse, avec pour objectif initial de créer un moteur de recherche adapté aux réalités africaines. Le projet est mis en pause en 2019, avant d’être relancé en 2024 par Cedrick Baidai, avec une nouvelle orientation tournée vers le e-commerce et la digitalisation des services commerciaux.
Services
Aynid propose une suite de solutions digitales regroupées sous plusieurs entités :
- Aynid     Search, un moteur de recherche spécialisé pour les produits et     services en ligne ;
- Aynid     Shop, une marketplace locale et internationale ;
- Aynid     Pay, un système de paiement sécurisé et adapté au marché africain ;
- Aynid     Delivery, un service de livraison pour accompagner les achats     effectués sur la plateforme.

## Positionnement
Aynid se positionne comme un acteur clé du numérique ivoirien, visant à fluidifier le parcours des consommateurs et des entreprises sur le marché digital local. Son ambition est de devenir un catalyseur du développement de l’e-commerce en Afrique de l’Ouest.